# Sakya (arrondissement)
Sakya Dzong, Chinees: Sa'gya Xian is een arrondissement in de prefectuur Shigatse in de Tibetaanse Autonome Regio, China. In 1999 telde het arrondissement 43.405 inwoners. Het heeft een oppervlakte van 7.510 km².
De gemiddelde jaarlijkse temperatuur is 0 °C en er valt jaarlijks gemiddeld 350 mm neerslag.
Het klooster Sakya is het hoofdklooster van de sakyaorde in het Tibetaans boeddhisme; de sakya trizin stond in de 13e en 14e eeuw aan het hoofd van de dertien tienduizendschappen in Tibet.